# Túnel do Grilo
O Túnel do Grilo é um túnel existente na área da Grande Lisboa, na IC17 CRIL, medindo cerca de 527m, ligando o Olival Basto, Odivelas (lado oeste) a Camarate, Loures (lado este). Foi construído para preservar as casas do bairro das Galinheiras, dividido entre as freguesias de Charneca do Lumiar, Lisboa e Camarate, Loures.
O nome do túnel deriva do facto de, por cima deste, se localizar o Bairro do Grilo .
O túnel foi construído pela Tecnovia e inaugurado em 1998.